# Augusta Nielsen
Augusta Wilhelmine Nielsen (født 1822 i København, død 1902 samme sted) var en dansk balletdanserinde, der optrådte i August Bournonvilles tidlige balletter.

## Biografi
Nielsen var en af August Bournonvilles tidligste elever. Da Lucile Grahn forlod Danmark i 1839, arvede Nielsen hendes roller. Hun debuterede i Sylfiden i en rolle som Bournonville havde koreograferet specielt til hendes forgænger.
Hun blev især beundret for sine optrædener i Bournonville's La Cracovienne og La Lithuanienne samt for hendes La Cachucha-dans som Céleste i Toreadoren, som Bournonville koreograferede for hende i 1840. Efter at være blevet solist det følgende år tog hun til Paris for at fortsætte sine studier under Jules Perrot. Hun optrådte derefter i Berlin, Stockholm og Christiania (det senere Oslo). Hendes karriere sluttede i 1849, da hun kom på scenen med et diadem på hovedet, som publikum mente var en uvurderlig gave fra en af hendes velhavende beundrere, selvom det i virkeligheden blot var en billig teaterrekvisit. Hendes chok over hånen var så stor, at hun aldrig turde sætte sin fod i teatret igen. Senere i livet blev hun psykisk syg og døde den 29. marts 1902.

## Vurdering
Bounonville karakteriserede hende som værende "synonymt med lethed og ladylike elegance". Hun siges at have været en høj, slank pige med en fuldendt skikkelse og skønne blå øjne. I modsætning til Andrea Krætzmer og Grahn havde hendes dans intet erotisk temperament eller levende ansigtsudtryk, men dette blev kompenseret af hendes følsomhed, karisma og tekniske dygtighed, hvilket gjorde hende populær blandt publikum.

## Eksterne links
- Augusta Nielsen